# Толстобров, Милий Алексеевич
Толстобров Милий Алексеевич (9 сентября 1937, Кировская область — 19 мая 1993, Красный Маяк, Владимирская область) — советский металлург, мастер мартеновского цеха комбината «Криворожсталь», Герой Социалистического Труда (1984). 

## Биография
Родился 9 сентября 1937 года в Кировской области.
В 1955—1957 годах работал слесарем на Лысьвенском металлургическом заводе в Пензенской области.
В 1960—1989 годах — на заводе «Криворожсталь»: слесарь по ремонту оборудования, подручный сталевара, сталевар, мастер мартеновского цеха. В 1968 году был участником выплавки 100-миллионной тонны мартеновской стали на заводе «Криворожсталь».
В 1966—1969 годах учился в Криворожском металлургическом техникуме по специальности «производство стали». В 1970 году участник ВДНХ.
Активист комсомольско-молодёжного коллектива Криворожстали. Ударник пятилеток, победитель соцсоревнований, новатор производства и рационализатор, наставник молодёжи. Вместе с Анатолием Сторожуком последний в Кривбассе Герой Социалистического Труда.
Умер 19 мая 1993 года. Похоронен в селе Красный Маяк Владимирской области.

## Память
- Имя на Стеле Героев в Кривом Роге.

## Награды
- Медаль «Серп и Молот» (31.10.1984);
- Орден Ленина (31.10.1984);
- Орден Октябрьской Революции (05.03.1976);
- Орден Трудового Красного Знамени (30.03.1971);
- Почётный металлург СССР (1978).